# Ганс Кмох
Кмох (Kmokh) Ганс (25 липня 1894, Відень — 13 лютого 1973, Нью-Йорк) — австрійський шахіст, міжнародний майстер і міжнародний арбітр з 1950 р.

## Шахова кар'єра
До 1930-х проживав в Австрії, потім у Голландії, під час 2-ї Світової війни переїхав до США.
Учасник багатьох національних і міжнародних змагань.
Найкращі досягнення:
- Дебрецен 1925 (1 місце);
- Будапешт 1926 (3-5 місце);
- Брно 1928 (3 місце);
- Будапешт 1928 (3-4 місце);
- Відень 1929 (1-2 місце);
- Ебензе 1930 (1 місце).

Грав за команду Австрії в 1-й, 3-й, 4-й (1927, 1930, 1931 рр.)олімпіадах.
1934 року брав участь в змаганнях:
Ленінград (Санкт-Петербург), де посів 7-8-ме місце;
Тбілісі (3-5 місце);
матч з Мазелем (+1, -2,=1).
1950 — головний суддя 9-ї олімпіади,
1954 р. — головний суддя матчу СРСР — США
Шахові олімпіади серед чоловіків
| ЗАГАЛЬНА СТАТИСТИКА |                      |      |      |    |    |   |      |                  |                  |
| К-сть               | Роки                 | Очки | Ігри | +  | =  | - | %    | здобутих медалей | здобутих медалей |
| К-сть               | Роки                 | Очки | Ігри | +  | =  | - | %    | команда          | індивідуальний   |
| 3                   | 1927, 1930—1931 роки | 23½  | 41   | 14 | 19 | 8 | 57.3 | 0 — 0 - 0        | 0 — 0 - 0        |

| СТАТИСТИКА ПО РОКАХ |        |     |      |      |   |    |   |      |      |  |
| Рік                 | Країна | Ело | Очки | Ігри | + | =  | - | %    | %    |  |
| Рік                 | Країна | Ело | Очки | Ігри | + | =  | - | %    | %    |  |
| 1931 рік            | AUT    |     | 9    | 15   | 4 | 10 | 1 | 60,0 | 60,0 |  |
| 1930 рік            | AUT    |     | 8    | 14   | 6 | 4  | 4 | 57.1 | 57.1 |  |
| 1927 рік            | AUT    |     | 6½   | 12   | 4 | 5  | 3 | 54.2 | 54.2 |  |

Автор книг:
- «Оборона в шаховій партії»,
- «Міжнародний турнір у Бледі»,
- «Рубінштейн виграє»[5].
- 100 шахових шедеврів великого маестро"[6][2]